# Doe or Die
Albums de AZ
Pieces of a Man
(1998)
Singles
1. Sugar Hill
Sortie : 27 juin 1995
2. Gimme Yours (Remix)
Sortie : 5 décembre 1995
3. Doe or Die
Sortie : 2 avril 1996

Doe or Die est le premier album studio d'AZ, sorti le 10 octobre 1995.
L'album s'est classé 1er au Top R&B/Hip-Hop Albums et 15e au Billboard 200 et a été accueilli favorablement par la critique.

## Liste des titres
| 1.  | Intro (featuring Nas – Produit par AZ et Lunatic Mind)                   | Crooklyn des Crooklyn Dodgers | 1:18 |
| 2.  | Uncut Raw (Produit par Loose)                                            | Back From the Dead de King Errisson | 2:59 |
| 3.  | Gimme Yours (featuring Nas – Produit par Pete Rock)                      | Here We Go de Minnie Riperton featuring Peabo Bryson Give Me d'I-Level Life's a Bitch de Nas featuring AZ et Olu Dara                               | 3:07 |
| 4.  | Ho Happy Jackie (Produit par Buckwild)                                   | Little Children de Kool & the Gang School Boy Crush de l'Average White Band                                                                         | 3:34 |
| 5.  | Rather Unique (Produit par Pete Rock)                                    | Anticipation de Les McCann Funky Drummer de James Brown Just Rhymin' With Biz de Big Daddy Kane featuring Biz Markie                                | 4:49 |
| 6.  | I Feel for You (featuring Erica Scott – Produit par Amar Pep)            | | 3:03 |
| 7.  | Sugar Hill (featuring Miss Jones – Produit par L.E.S.)                   | Sugar Free de Juicy Life's a Bitch de Nas featuring AZ et Olu Dara                                                                                  | 4:09 |
| 8.  | Mo Money, Mo Murder, Mo Homicide (featuring Nas – Produit par DR Period) | Cry Together des O'Jays | 6:32 |
| 9.  | Doe or Die (Produit par N.O. Joe)                                        | The Message de Grandmaster Flash and The Furious Five featuring Grandmaster Melle Mel et Duke Bootee Life's a Bitch de Nas featuring AZ et Olu Dara | 4:40 |
| 10. | We Can't Win (featuring Amar Pep – Produit par Amar Pep)                 | "O Fortuna - Carmina Burana" de Carl Orff | 3:23 |
| 11. | Your World Don't Stop (featuring Spunk Biggs – Produit par Ski)          | Who Am I des O'Jays You're Welcome, Stop on By de Lou Donaldson School Boy Crush de l'Average White Band                                            | 3:33 |
| 12. | Sugar Hill (Remix) (Produit par L.E.S.)                                  | It Wasn't Me, It Was the Fame d'EPMD | 4:18 |

Albums de AZ
G.O.D. (Gold, Oil & Diamonds)
(2009)

## Doe or Die: 15th Anniversary
Doe or Die: 15th Anniversary est un album publié le 30 novembre 2010, à l'occasion du 15e anniversaire de Doe or Die. Cet opus comprend des reprises de certains titres de l'album original ainsi que des morceaux inédits.
| 1.  | Tribute (Intro) (Produit par Nascent & QB)                                          |                                    | 1:39 |
| 2.  | Feel My Pain (Produit par Frank Dukes)                                              |                                    | 4:08 |
| 3.  | Gimme Your's (2010) (Produit par Statik Selektah)                                   |                                    | 2:32 |
| 4.  | Nothing Move (featuring June Summers – Produit par Roctimus Prime et Riggs Morales) |                                    | 4:12 |
| 5.  | Rather Unique (2010) (Produit par Fizzy Womack)                                     |                                    | 3:23 |
| 6.  | The Calm (Produit par Statik Selektah)                                              | Rainmaker de Kevin Moore           | 2:19 |
| 7.  | Your World Don't Stop (2010) (Produit par Statik Selektah)                          | Let Me Keep on Walking de Prophecy | 3:20 |
| 8.  | I'm Ill (Produit par MoSS)                                                          | A Christmas Camel de Procol Harum  | 3:39 |
| 9.  | I Feel 4 U (2010) (Produit par Baby Paul et Beatfanatik)                            | The Come Up d'AZ                   | 3:03 |
| 10. | (Bonus)                                                                             |                                    | 6:16 |